# Safir 2
Safir 2 (acrônimo de Satellite for Information Relay) é um satélite de comunicação alemão pertencente à OHB-System. Foi lançado com sucesso ao espaço no dia 10 de julho de 1998, por meio de um foguete Zenit-2 a partir do Cosmódromo de Baikonur no Cazaquistão.

## Características
Safir 2 é um sistema de comunicação global por satélite bidirecional, com base, para transferência de dados digital. O serviço Safir visa troca não em tempo real de dados e de mensagens.